# Le Bourget
Le Bourget – miejscowość i gmina we Francji, w regionie Île-de-France, w departamencie Sekwana-Saint-Denis, na północno-wschodnich przedmieściach Paryża.
Według danych na rok 1990 gminę zamieszkiwało 11 699 osób, a gęstość zaludnienia wynosiła 5625 osób/km² (wśród 1287 gmin regionu Île-de-France Le Bourget plasuje się na 218 miejscu pod względem liczby ludności, natomiast pod względem powierzchni na miejscu 860).
Częściowo na terenie gminy Le Bourget położony jest Lotnisko Le Bourget, na którym organizowany jest m.in. Międzynarodowy Salon Lotniczy w Paryżu.

## Współpraca
- USA: Amityville
- ESP: Cullera
- USA: Little Falls
- RUS: Żukowskij

Położenie Le Bourget w obrębie aglomeracji paryskiej